# Рокко-Айленд
Рокко-Айленд (яп. 六甲アイランド, англ. Rokko Island) — искусственный остров, в порту Кобе, в районе Хигасинада. Это приморский городской микрорайон высокой культуры быта общей площадью 595 га, с населением в 19 230 чел. (данные на апрель 2017 г).

## Основные сведения
В центре острова находятся компании, жилые районы, магазины и другие общественные учреждения; среди них выделяются учреждения, связанные с индустрией моды, в том числе Музей моды Кобе. Центр острова окружает кольцевая дорога City Hill длиной чуть более пяти километров. Вдоль дороги растёт много деревьев разных родов, и можно насладиться сезонными пейзажами. В некоторых местах расположены парки и спортивные снаряды. Эта дорога используется для марафонов, прогулок и т.д. Она также служит защитой от отработанных газов, которые выделяются заводами, расположенными за City Hill.
Из-за того, что на острове расположен главный офис японской корпорации P&G и несколько иностранных школ, здесь проживает много иностранных граждан, активно проводятся такие мероприятия, как, например Пасха и Хэллоуин. Инструкции и объявления во многих магазинах и учреждениях написаны на английском и других иностранных языках. На острове больше зелёных зон и парков, чем в материковой части города. Оборудованы спортивные площадки.

## История
- 1972 — началось строительство острова.
- 1998 — в марте был закончен первый жилой район, и люди начали селиться на острове.
- 1990 — в феврале была открыта автоматическая линия поездов Рокко Лайнер.
- 1992 — строительство острова завершено.
- 1995 — в результате землетрясения Хансин-Авадзи произошло разжижение почвы, но на острове было мало повреждений.
- 2002 — Международный университет Кобе переехал из района Таруми на Рокко-Айленд, и с тех пор жителям доступны образовательные учреждения всех уровней: ясли, детский сад, начальная, средняя и старшая школы и университет.

## Учреждения на острове
- Канадская Академия
- Немецкая школа Кобе
- Европейская школа
- Женский футбольный центр Кобе
- Мемориальный художественный музей Коисо
- Музей художников Кобе